# Boisgibault
Boisgibault (auch Bois Gibault) ist ein kleines, französisches Dorf in der Gemeinde Tracy-sur-Loire im Département Nièvre in der Region Bourgogne-Franche-Comté.
Boisgibault liegt am rechten Loireufer gegenüber von Sancerre, es bildet den Ortskern von Tracy-sur-Loire. Die Mairie der Gemeinde steht in Boisgibault. Man produziert dort Pouilly-Fumé, einen bekannten Weißwein.
Das Naturschutzgebiet Val de Loire liegt zwischen La Charité-sur-Loire und Boisgibault. Das Gebiet ist durch das Dekret 95-1240 vom 21. November 1995 entstanden. Die Loire ist ein sehr dynamischer Fluss, sie hinterlässt Sand, wodurch Inseln entstehen, die an andere Stelle abgetragen werden. Auf den Sandablagerungen und bebäumten Inseln kann man Libellen, 30 Fischarten, 190 Vogelarten, Biber und 477 Pflanzenarten sehen.